# Bâbâ Âlâ Singh
Bâbâ Âlâ Singh (pendjabi : ਮਹਾਰਾਜਾ ਆਲਾ ਸਿੰਘ), né en 1695 et décédé en 1765, est le fondateur et maharaja de l'État de Patiâlâ, dans l'actuel Penjab. Il conquiert la ville de Bathinda, où il fait construire son palais, le Qila Mubârak. Il est de confession sikh.